# John Alden

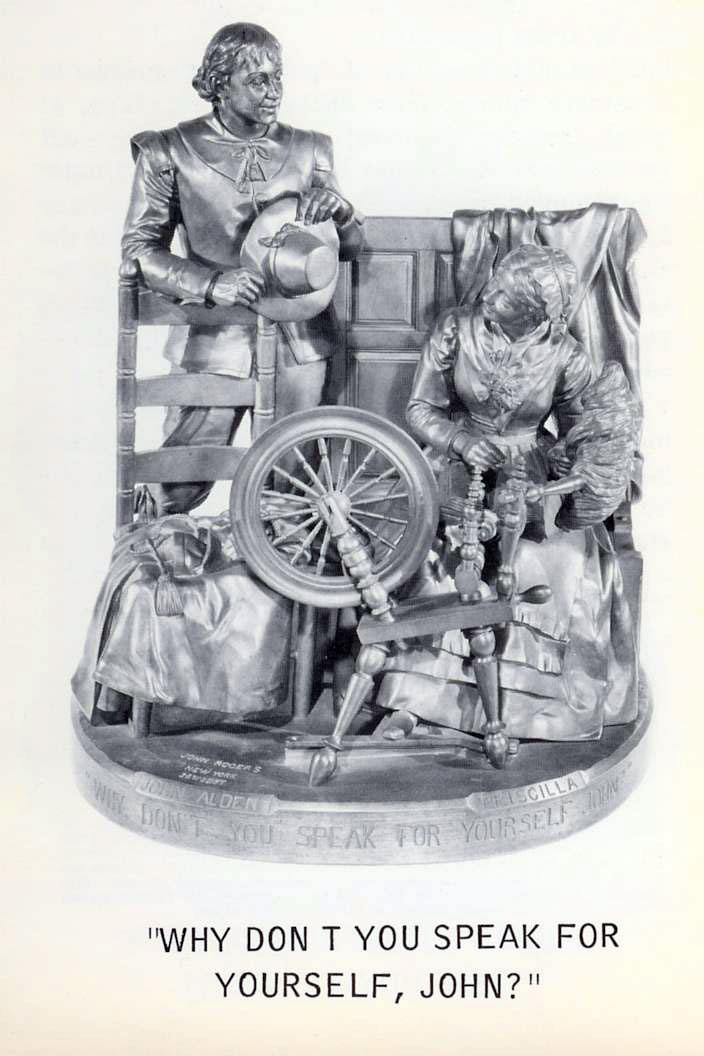
Escultura de John Alden

John Alden (1599?, Anglaterra - 12 de setembre de 1687, Duxbury, Massachusetts) va ser un pelegrí estatunidenc d'origen anglès. Va ser contractat com toneller pels mercants de Londres, els quals van finançar l'expedició del Mayflower al Nou Món l'any 1620. Alden va signar el conveni Mayflower i va ocupar diversos llocs cívics en la colònia, com el d'assistent del governador entre els períodes de 1623-1641 i 1650-1686. Va ser eternitzat com el primer pelegrí a trepitjar Plymouth Rock i com el substitut de Myles Standish en el seu festeig per casar-se amb Priscilla Mullens en el poema The Courtship of Miles Standish (1858) de Henry Wadsworth Longfellow. De fet, Alden realment es va casar amb Mullens l'any 1623.